# NGC 3
NGC 3은 물고기자리 방향에 있는 렌즈형 은하이다. 지구로부터 약 1억 5,500만 광년 거리에 있다.

## 참고 문헌
1. 1 2 3 4 5  “NASA/IPAC Extragalactic Database”. 《Results for》.
2. ↑  “NGC 3, Galaxy in Pisces”. seds.org. 2012년 6월 30일에 원본 문서에서 보존된 문서. 2009년 6월 13일에 확인함.
3. ↑  “Basic data : NGC 3 -- Galaxy”. SIMBAD. 2009년 6월 13일에 확인함.